# Sgt. Pepper's Lonely Hearts Club Band (cançó)
«Sgt. Pepper's Lonely Hearts Club Band» és una cançó de The Beatles escrita per Paul McCartney i acreditada a Lennon–McCartney, que encapçala l'àlbum homònim de 1967. La cançó introdueix la banda fictícia que protagonitza l'àlbum.
La penúltima cançó de l'àlbum n'és una represa, una repetició lleugerament modificada de la cançó amb el nom «Sgt. Pepper's Lonely Hearts Club Band (Reprise)».

## Personal
Personal per Ian MacDonald, Mark Lewisohn i Olivier Julien.
Versió completa:
- Paul McCartney – primera veu, baix elèctric, guitarres primera i rítmica
- John Lennon – segones veus
- George Harrison – segones veus, guitarra rítmica
- Ringo Starr – bateria
- George Martin – orgue, producció
- Neill Sanders – trompa
- James W. Buck – trompa
- Tony Randell – trompa
- John Burden – trompa

Represa:
- Paul McCartney – primera veu, baix, orgue Hammond
- John Lennon – primera veu, guitarra rítmica
- George Harrison – primera veu, primera guitarra
- Ringo Starr – primera veu, bateria, pandereta, maraques